# Thouarella variabilis
Thouarella variabilis är en korallart som beskrevs av Wright och Studer 1889. Thouarella variabilis ingår i släktet Thouarella och familjen Primnoidae.
Artens utbredningsområde är Södra Ishavet. Inga underarter finns listade i Catalogue of Life.